# Skærsilden (Tivoli)
Skærsilden er en forlystelse i Tivoli som åbnede i 1952. Skærsilden er en indendørs legeplads med trapper, niveauspring, stiger, rutschebaner, m.m. Under de seneste års fejringer af Halloween, er Skærsilden, bleven redesignet til Scary Silden – en uhyggelig variant af den oprindelige forlystelse.